# 瓦特·齊
瓦特·齊（Watt Key，1970年10月28日—）是一名美國小說作家，居於阿拉巴馬州。瓦特·齊共出版了三本小說，其處女作《荒野之月》為他嬴得了多個獎項，當中包括美國家長首選金牌獎、美國兒童書商協會E.B.懷特朗讀獎、美國SIBA兒童小說獎等等。